# Ocupación estadounidense de Faluya

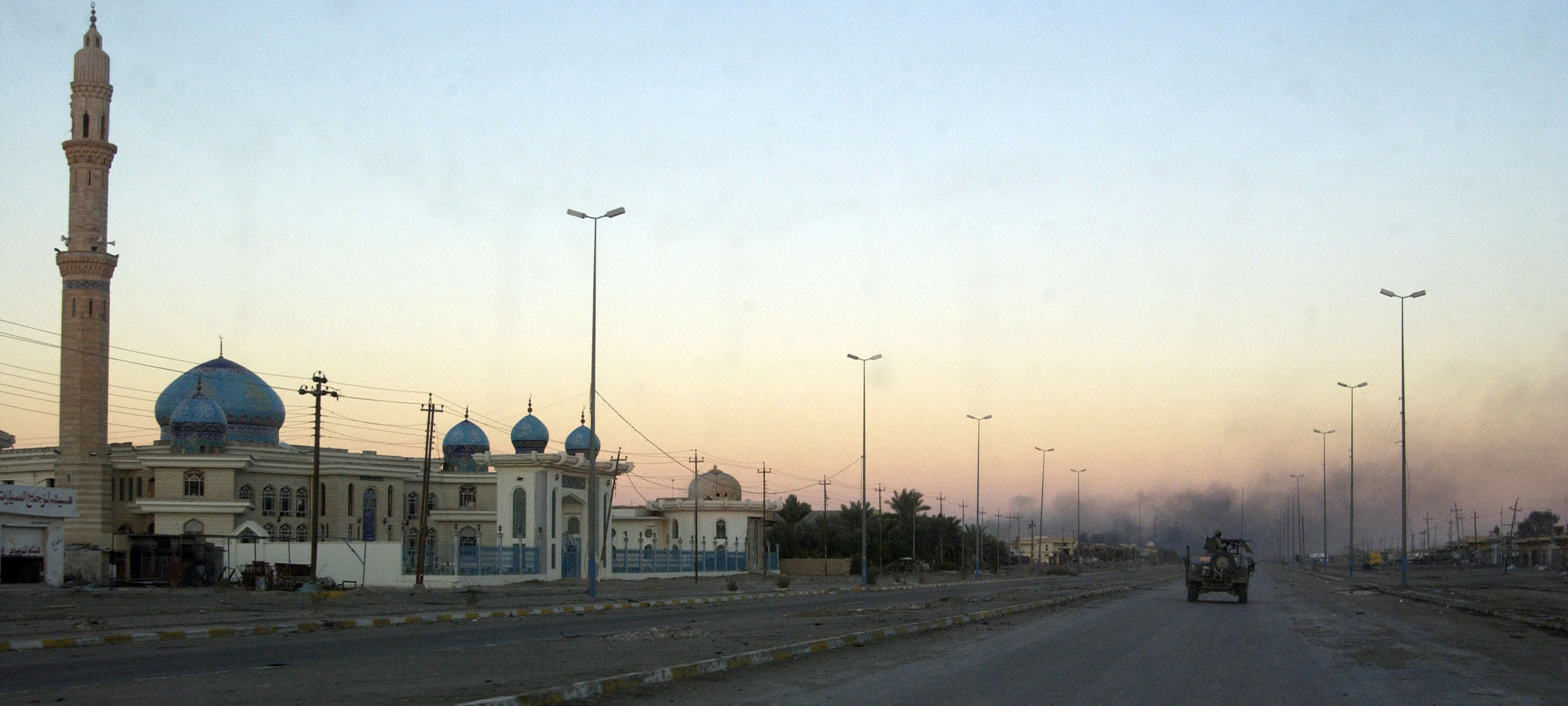
Humo a causa de un enfrentamiento entre fuerzas de la coalición e insurgentes iraquíes.

La ocupación de Estados Unidos de la ciudad iraquí de Faluya es un conflicto armado que comenzó en abril de 2003, un mes después de la invasión de Irak. 
La ciudad de Faluya era una de las áreas más pacíficas de Irak, incluso después de la caída del presidente iraquí Sadam Huseín a manos de las tropas de los Estados Unidos y de sus aliados. 
A pesar de la inicial tranquilidad de la zona, las futuras diferencias entre la población de Faluya y del ejército causaron innumerables escenas de violencia, incluyendo un estado de sitio y dos batallas en la ciudad por parte de las fuerzas de Estados Unidos en busca de líderes de la resistencia iraquí. Gran parte de la ciudad quedó en ruinas por los combates, con aproximadamente el 60% de edificios destruidos y una población en torno al 30%-50% de los niveles anteriores a la ocupación.